# Hiroszima, moja miłość
Hiroszima, moja miłość (fr. Hiroshima mon amour, jap. 二十四時間の情事 / Nijūyo jikan no jōji) – francusko-japoński dramat filmowy z 1959 roku w reżyserii Alaina Resnais’go, zrealizowany na podstawie scenariusza Marguerite Duras. Zdjęcia kręcono w Hiroszimie, Nevers (departament Nièvre) oraz w Autun (Saona i Loara).
Film uznawany jest przez krytyków za początek tzw. francuskiej Nowej Fali. Uzyskał nominację do Oscara za najlepszy scenariusz oryginalny. Otrzymał też specjalne wyróżnienie podczas 12. MFF w Cannes.

## Opis fabuły
Film przedstawia historię Francuzki (Emmanuelle Riva) i Japończyka (Eiji Okada), którzy spotykają się w Hiroszimie kilka lat po zakończeniu II wojny światowej. Wywiązuje się między nimi krótki romans. Bohaterowie filmu opowiadają o swoich bolesnych doświadczeniach wojennych. Dla Japończyka było to zrzucenie bomby atomowej na Hiroszimę, na skutek czego życie stracili jego rodzice. Francuzka wspomina swój romans z niemieckim żołnierzem, który został zabity w przeddzień końca wojny. Ona sama została potępiona przez społeczność miasteczka, w którym żyła.